# تگزاس (ویرجینیا)
تگزاس (به انگلیسی: Little Texas) یک منطقهٔ مسکونی در ایالات متحده آمریکا است که در شهرستان ساوت‌همپتون، ویرجینیا واقع شده‌است. تگزاس ۲۲٫۸۶ متر بالاتر از سطح دریا واقع شده‌است.